# Blausasc
Blausasc település Franciaországban, Alpes-Maritimes megyében. Lakosainak száma 1664 fő (2022. január 1.). Blausasc Berre-les-Alpes, Cantaron, Contes, Drap, L’Escarène, Peille és Peillon községekkel határos.

## Népesség
A település népességének változása:
| Lakosok száma | 509  | 725  | 1057 | 1374 | 1466 | 1448 | 1583 | 1657 | 1663 | 1664 |
|               | 1968 | 1982 | 1990 | 2006 | 2013 | 2015 | 2017 | 2019 | 2020 | 2022 |